# Superestar
Superestar es una serie web biográfica española basada en la vida de Yurena, producida por Suma Content para Netflix.

## Trama
Desarrollada a principios del siglo XXI en España, narra la inesperada irrupción de la cantante pop e icono social Yurena, junto a un grupo de otras personalidades excéntricas de la televisión.

## Elenco

### Principal
- Ingrid García-Jonsson como Yurena / María del Mar Cuena Seisdedos
- Rocío Ibáñez como Margarita Seisdedos Santos (Episodio 1 - Episodio 4; Episodio 6)
- Sofía González como Tamarita (Yurena pequeña) (Episodio 1; Episodio 6)
- Julián Villagrán como Miguel de Diego "Arlekín" (Episodio 1 - Episodio 5)
- Natalia de Molina como Loly Álvarez (Episodio 1 - Episodio 3; Episodio 5)
- Secun de la Rosa como Leonardo Dantés
- Pepón Nieto como Tony Genil (Episodio 1 - Episodio 3; Episodio 5)
- Carlos Areces como Paco Porras (Episodio 1 - Episodio 2; Episodio 4 - Episodio 5)

con la colaboración especial de
- Neus Asensi como Teodora / Gran Madre (Episodio 1; Episodio 4)
- Óscar Ladoire como Floreal Cuena Ruiz / Igor (Episodio 1; Episodio 6)
- Esty Quesada como Co-presentadore de Crónicas Marcianas  (Episodio 1; Episodio 6)
- Javier Gurruchaga como Capricho del director
- Diego Ibáñez como Javier Jiménez Villa "Javier Establo" (Episodio 2)
- Terelu Campos como Maria Teresa Campos / Ella misma (Episodio 2 - Episodio 4)
- Brays Efe como Ximo (Episodio 2)
- Jorge Suquet como Carlos Berlanga (Episodio 2)
- Juani Ruiz como Juani (Episodio 2 - Episodio 3)
- Alejandro Jato como Mario Vaquerizo (Episodio 2 - Episodio 3)
- Alex Saint como Dómina Altea (Episodio 4)
- Albert Pla como Doble de Michael Jackson (Episodio 5)
- Jorge Javier Vázquez como Presentador (Episodio 5 - Episodio 6)
- Mariona Terés como Carmela (Episodio 6)

con la participación de
- Leonardo Dantés como Él mismo (Episodio 2)
- Samantha Hudson como Ella misma (Episodio 4)
- Hidrogenesse como Ellos mismos (Episodio 4)
- Rocío Saiz como Ella misma (Episodio 5)
- Luna Ki como Ella misma (Episodio 5)

### Invitado
- Nacho Vigalondo como Joaquín Sardana
- Adrián Pino como Novio de Margarita (Episodio 1)
- Luis Hacha como Iñaki (Episodio 1)
- Carlos Serrates como Domingo (Episodio 1; Episodio 3)
- Lola Viar como Reme (Episodio 1; Episodio 3)
- Aníbal Gómez como Andrei Ibarretxe (Episodio 1 - Episodio 4; Episodio 6)
- Paula Púa como Macarena Barcelona (Episodio 1 - Episodio 4; Episodio 6)
- Drag Sethlas como Paco España (Episodio 2)
- Aurora Carbonell como Sonia (Episodio 3)
- Mahi Masegosa como Marta (Episodio 3)
- Carlos Cuevas como Gregorio (Episodio 6)
- Borja Pérez como cómico monologuista (Episodio 1)

## Episodios
| N.º | Título                                                | Dirigido por       | Escrito por                          | Fecha de lanzamiento original |
| --- | ----------------------------------------------------- | ------------------ | ------------------------------------ | ----------------------------- |
| 1   | «Margarita Seisdedos y la crisis del ladrillo»        | Nacho Vigalondo    | Nacho Vigalondo y María Bastarós     | 18 de julio de 2025           |
| 2   | «El extraño caso del doctor Leonardo y míster Dantés» | Claudia Costafreda | Nacho Vigalondo y María Bastarós     | 18 de julio de 2025           |
| 3   | «Loly Álvarez y Arlekin en la carretera podrida»      | Claudia Costafreda | Claudia Costafreda y Nacho Vigalondo | 18 de julio de 2025           |
| 4   | «Quiero la cabeza de Paco Porras»                     | Nacho Vigalondo    | Nacho Vigalondo y María Bastarós     | 18 de julio de 2025           |
| 5   | «Tony Genil y las 'losers' de Bohemia»                | Claudia Costafreda | Paco Bezerra                         | 18 de julio de 2025           |
| 6   | «La balada de Marimar Cuena Seisdedos»                | Nacho Vigalondo    | Nacho Vigalondo                      | 18 de julio de 2025           |

## Producción
La serie está producida por Suma Content, con Javier Calvo y Javier Ambrossi como productores. La ficción esta codirigida por Nacho Vigalondo y Claudia Costafreda. Los guiones corren a cargo de Nacho Vigalondo, María Bastarós, Paco Bezerra, y Claudia Costafreda.
La serie va acompañada del documental Sigo siendo la misma.